# Comedyserie

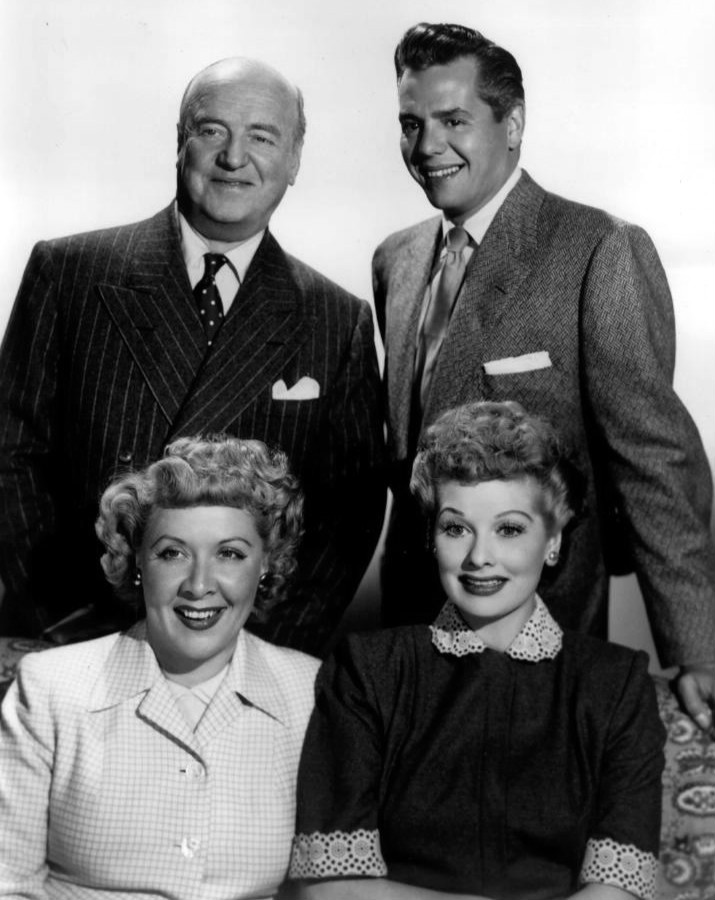
De cast van I Love Lucy, met de klok mee van linksboven: William Frawley (Fred Mertz), Desi Arnaz (Ricky Ricardo), Lucille Ball (Lucy Ricardo) en Vivian Vance (Ethel Mertz).

Een comedyserie of komedieserie is een komedie in de vorm van een televisieprogramma, georganiseerd in regelmatige afleveringen en uitgezonden op televisie. Ze zijn in een vorm van het humoristische karakter van sitcoms of op een manier die analoog is aan soapseries. Het gebruik van woordspelingen komt veel voor.

## Inhoud
De vertelstijl van een komedie is open. Personages houden zich bezig met talloze plots of subplots van verschillende lengtes, die al dan niet aan elkaar gerelateerd zijn. Deze plots kunnen op elk moment beginnen of eindigen, niet noodzakelijk aan het begin of einde van de show, omdat het verhaal ze tegelijkertijd gebruikt en er is zelden een enkele plot in het verhaal. Het einde van een plot impliceert meestal op zijn beurt een periode waarin de personages zich herschikken naar de nieuwe situatie of naar de gevolgen van dat einde.
Afzonderlijke afleveringen eindigen vaak met een soort cliffhanger die de kijker interesseert om de ontwikkeling van gebeurtenissen in de volgende aflevering te zien.
De belangrijkste thema's die betrekking hebben op de plots van de comedyseries zijn familierelaties, liefde of persoonlijke relaties tussen de personages, belangenconflicten ertussen, of thema's van de omgeving waarin de personages worden geplaatst.
De plots gebruiken meestal hun toevlucht tot toevalligheden, toevalligheden, bedrog of geheimen, losgeld, onthullingen, enzovoorts. De setting bevindt zich meestal op een werkplek of thuis bij een groot gezin en de dagelijkse activiteit van de betrokken personages wordt waargenomen.